# رافئيل خوري
رفائيل خوري (سابقًا أمل رفائيل خوري ) هو كاتب مسرحي وثائقي أردني، وصحفي، وناشط، وفنان مسرحي.

## الحياة المبكرة والتعليم
وُلِد خوري في الولايات المتحدة، لكنه انتقل إلى السعودية، وعاش سنوات مراهقته في الأردن. حصل خوري على درجة البكالوريوس في الاتصالات من الجامعة اللبنانية الأمريكية في بيروت، لبنان.

## الحياة المهنية
بدأ خوري مسيرته المهنية كصحفي، لكنه تعرف على المسرح الوثائقي من خلال مهرجان في الإسكندرية، مصر.
قبل أن يصبح كاتب مسرحيات وثائقية، كان متدرب لدى أحد مخرجي المسرح البارزين في لبنان، وكان ينوي أن يصبح مخرج بنفسه. بعد أن وجد صعوبة في دخول عالم الإخراج، اتجه إلى العمل كصحفي بينما شرع في كتابة مسرحيته الخاصة. مستلهمًا أفكاره من أنطونين أرتو (من بين منظرين آخرين)، قرر خوري استكشاف الكتابة ضمن نوع المسرح الوثائقي.
تم تكليفه أيضا بكتابة عمل جديد لمهرجان Outburst Queer Arts في بلفاست (يُعرض في عامي 2019 و2020)، وسيظهر في مختارات الدراما الكويرية الدولية القادمة التي تنشرها دار نيوفيليس للنشر، ومختارات ميثيون لمسرحيات المتحولين جنسياً.

## المنح والزمالات
- كاتب مسرحي لمسرحيات أكرولا (لندن 2018)
- كاتب مسرحي في سلسلة القراءة المسرحية الدولية HotINK التي تنظمها مؤسسة The Lark (نيويورك 2015)
- حائز على زمالة روزنثال للأصوات الناشئة للشعر من PEN USA (لوس أنجلوس 2007)